# 羅賓·洛德
羅賓·洛德（芬蘭語：Robin Lod；1993年4月17日—）是一位芬蘭足球運動員。在場上的位置是中場。現效力於美國足球大聯盟球隊明尼蘇達聯。他同時也代表芬蘭國家足球隊參加比賽。

## 國家隊生涯
洛德曾代表芬蘭U21國家足球隊參賽。